# 1456 Салдана
1456 Салдана (1456 Saldanha) — астероїд головного поясу, відкритий 2 липня 1937 року.
Тіссеранів параметр щодо Юпітера — 3,130.